# Cantonul Lens-Nord-Ouest
Cantonul Lens-Nord-Ouest este un canton din arondismentul Lens, departamentul Pas-de-Calais, regiunea Nord-Pas-de-Calais, Franța.

## Comune
| Comune          | Populație (1999) | Cod poștal | Cod INSEE |
| --------------- | ---------------- | ---------- | --------- |
| Lens            | 36 206 (1)       | 62300      | 62498     |
| Loos-en-Gohelle | 6 992            | 62750      | 62528     |